# 戴维·勒克曼
戴维·勒克曼（英語：David Luckman，1976年4月21日—），英国男子射击运动员。他曾代表英格兰参加2014年和2018年英联邦运动会射击比赛，获得四枚金牌。他也曾在2017年英联邦锦标赛上获得两枚金牌。